# Wiener Eisrevue
Die Wiener Eisrevue war eine von 1945 bis Anfang der 1970er Jahre bestehende Eiskunstlauf-Revue, zu deren Ensemble namhafte ehemalige Amateur-Eiskunstläufer gehörten. Die Musik stammte ab 1952 zu einem großen Teil von Robert Stolz.

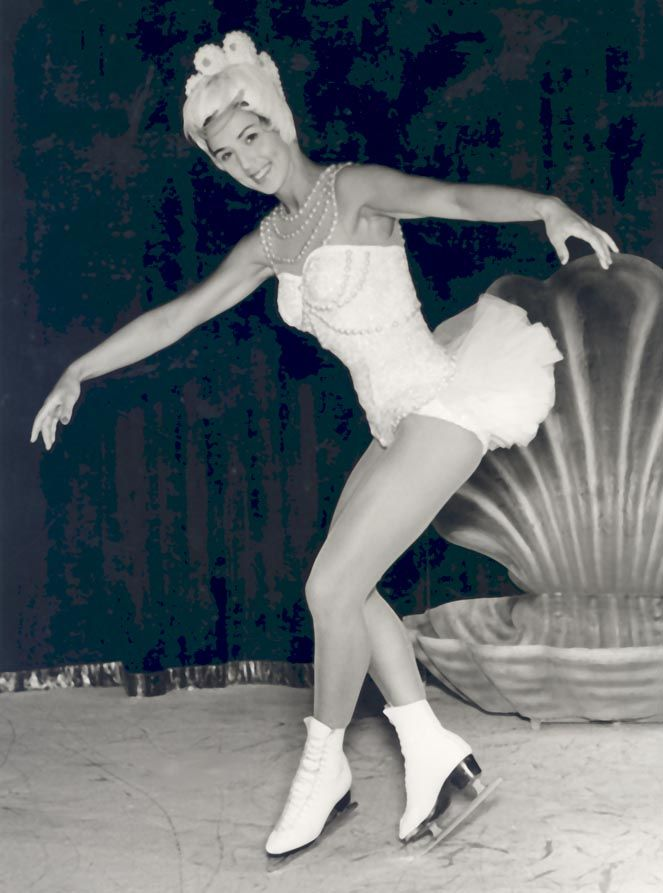
Eva Pawlik als Perle 1959

## Geschichte

### Vorläuferin der Wiener Eisrevue
Mitten im Zweiten Weltkrieg entstand die Vorläuferin der Wiener Eisrevue, die „Karl-Schäfer-Eisrevue“, benannt nach dem österreichischen Eiskunstläufer mit den meisten internationalen Titeln: Karl Schäfer war achtmal Europameister, siebenmal Weltmeister und Doppel-Olympiasieger (1932, 1936). Mit dieser Revue wurde 1943 der erfolgreichste deutschsprachige Schwarzweiß-Film gedreht: Der weiße Traum unter der Regie von Géza von Cziffra mit Wolf Albach-Retty, Olly Holzmann, Lotte Lang und Fritz Imhoff in den Hauptrollen. Das Lied Kauf dir einen bunten Luftballon von Anton Profes wurde durch diesen Streifen berühmt und ist bis heute ein Evergreen geblieben.

### Gründung, erste Auftritte

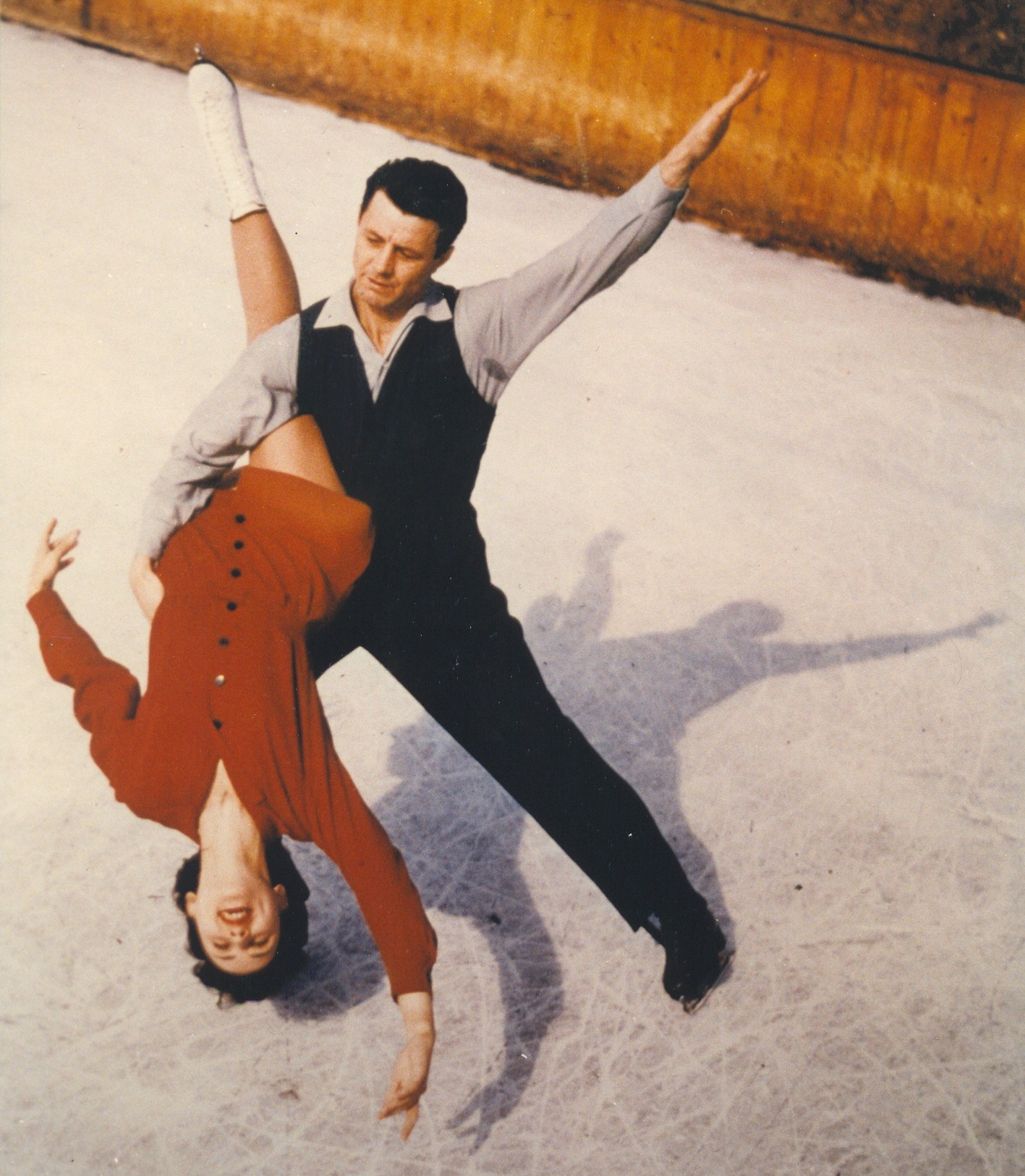
Eva Pawlik und Rudi Seeliger beim Training

Aufbauend auf den künstlerischen Erfahrungen der Karl-Schäfer-Eisrevue, wurde 1945 die Wiener Eisrevue gegründet. Ihr erster Star war die EM-Dritte von 1937 und 1938, Emmy Putzinger. Ihren kongenialen Eispartner fand sie später in dem Belgier Fernand Leemans, Rollschuhweltmeister und Vollblut-Showman auf dem Eis. Puzinger und Leemans wurden viele Jahre als „Königspaar der Schleuderfiguren“ gefeiert. Das sind jene akrobatischen Kunststücke, bei denen ein Läufer seine Partnerin an einem Fuß packt und kreisförmig durch die Luft wirbelt, sodass ihr Kopf den Aufschlag auf das Eis nur knapp verfehlt.
In Wien fanden die Aufführungen am Platz des Wiener Eislaufvereins statt. Die Wiener Eisrevue war die erste Vereinigung von österreichischen Sportlern, die nach dem Zweiten Weltkrieg ins Ausland reiste (Februar 1946: Preßburg; März 1946: Prag). Selbst Institutionen wie die Spanische Hofreitschule und die Wiener Sängerknaben ließen sich nach 1945 länger Zeit, ehe sie wieder Gastspiele im Ausland gaben.

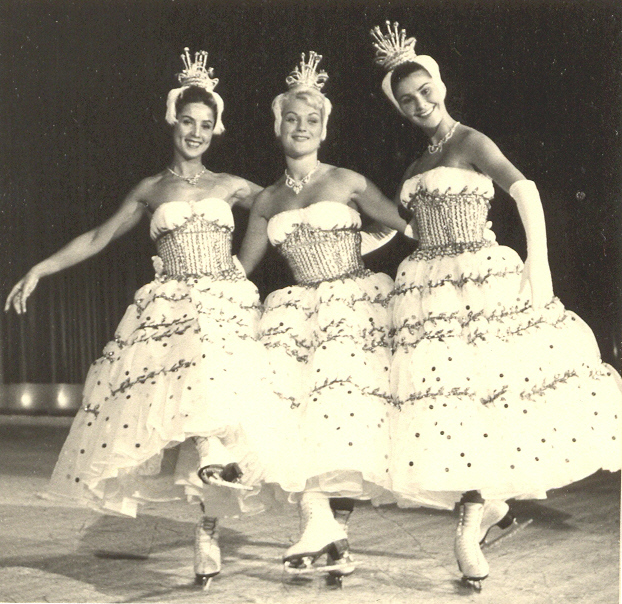
Drei Wiener Europameisterinnen in einem Programm: Eva Pawlik, Hanna Eigel, Ingrid Wendl

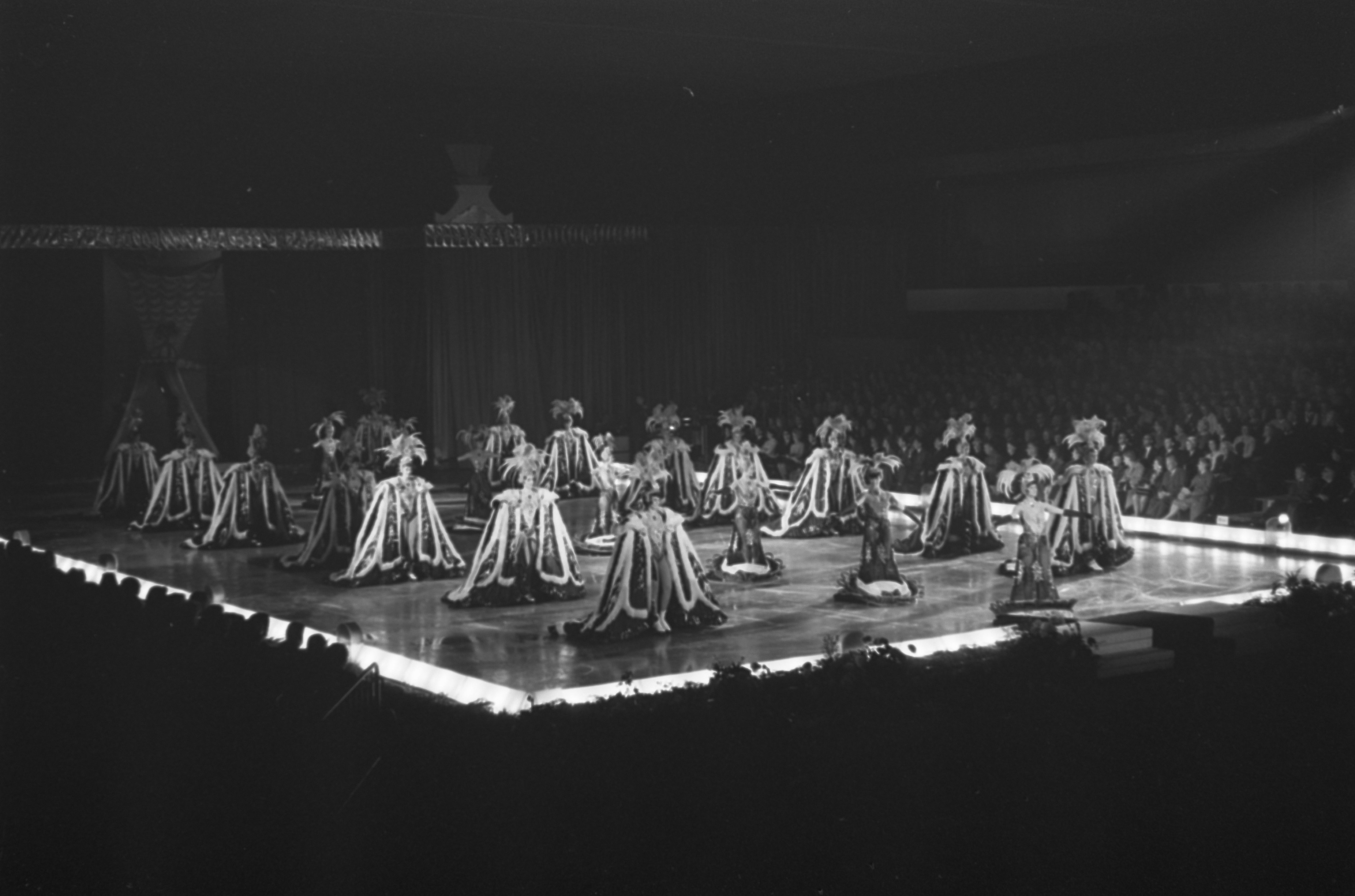
Premiere 1962

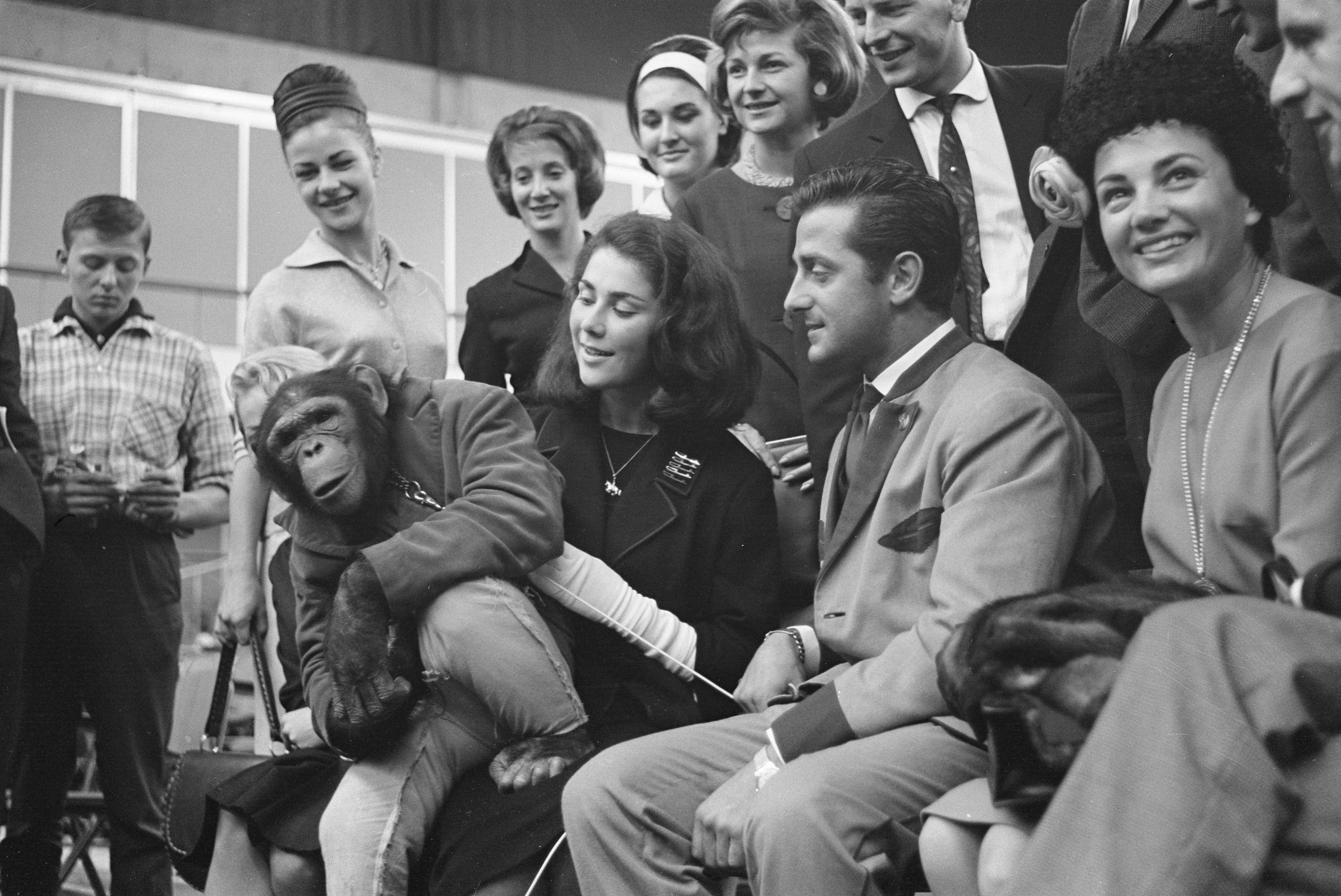
Ensemble der Eisrevue 1961

1948 verschmolz die Wiener Eisrevue mit dem „Fernsehsender Wiener Eislaufverein“, einem österreichischen Konkurrenzprodukt, das der spätere Stadthallendirektor Adolf Eder am Platz des Wiener Eislaufvereins aufgebaut hatte. Stars des „Fernsehsenders Wiener Eislaufverein“ waren vor allem Kunstläuferinnen und Kunstläufer gewesen, die noch bei internationalen Konkurrenzen starteten und daher keine Gagen nehmen durften. Sonst hätten sie den damals strengen Amateurparagrafen verletzt, was ihre Disqualifikation bei Europameisterschaften, Weltmeisterschaften und Olympischen Spielen nach sich gezogen hätte. Die Einnahmen konnten daher vor allem dazu verwendet werden, Bombenschäden auszubessern. Der Name „Fernsehsender“ hatte nichts mit dem Medium Fernsehen zu tun. Er ist durch die Programmabfolge dieser Revue erklärbar, die den Sendungen im Rundfunk nachempfunden war („Die Stunde der Frau“, „Russische Stunde“, „Wetterbericht“ etc.). Spitzenstar des "Fernsehsenders" war Eva Pawlik etwa als Carmen in der "Opernstunde" und in der Kür "Ein Gruß an dich" (Quelle: Programm "Fernsehsender Wiener Eisrevue", 1946). Eder übernahm nach der Verschmelzung der Wiener Eisrevue mit dem „Fernsehsender“ das Management und trug wesentlich zum geschäftlichen Erfolg dieses Unternehmens bei.

### Mit Eva Pawlik erstmals Europameisterin im Ensemble
1949 gewann die Wiener Eisrevue mit dem einstigen „Wunderkind des Wiener Eissports“ Eva Pawlik erstmals eine Europameisterin. 1950 wurde der erste große Farbfilm mit der Wiener Eisrevue („Frühling auf dem Eis“) gedreht, in dem sich die Olympiazweite von St. Moritz unter der Regie von Georg Jacoby als Partnerin von Hans Holt auch als Schauspielerin behaupten konnte. Ihre Vielseitigkeit stellte Pawlik nicht nur dadurch unter Beweis, dass sie die einzige promovierte Eisbombe des Ensembles war (Germanistik), sondern vor allem dadurch, dass sie nicht nur als Einzel-, sondern auch als Paarläuferin (gemeinsam mit ihrem Mann Rudi Seeliger, dem Österreichischen Paarlaufmeister von 1950) alle Register eines Showprofis zog.

### Eis-Operetten

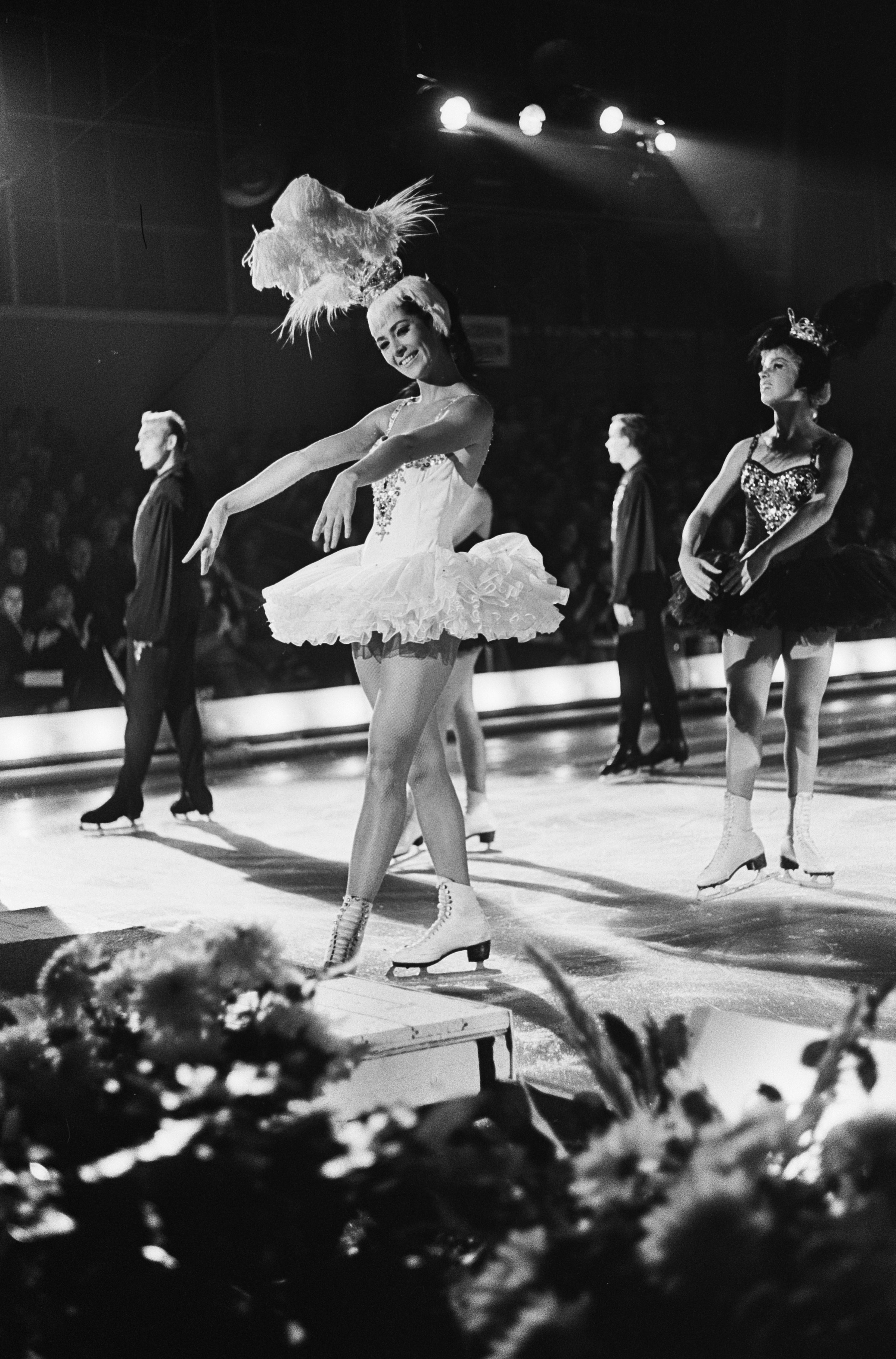
Joan Haanappel

Gemeinsam mit Robert Stolz gingen der Schöpfer der Wiener Eisrevue, der Paarlauf-Vizeeuropameister Will Petter, und seine Frau Edith (als Choreografin) den Erfolgsweg der „Eis-Operette“. Ein Live-Orchester mit der Möglichkeit der Interaktion zwischen Eiskünstlern und Musikern erzeugte jene Unmittelbarkeit, die das Publikum vom Musiktheater her kannte und liebte. Der Weg der „cold spots“, wie zusammenhanglose Revuebilder in der Fachsprache heißen, wurde verlassen und durch einen „roten Handlungsfaden“ ersetzt. Kostümbildner wie Gerdago, Ella und Leo Bei sowie Lambert Hofer gaben den Stolz’schen Eis-Operetten den optischen Feinschliff. Neben der Musik von Robert Stolz wurden auch Werke anderer Tondichter in das Programm integriert. So stand am Schluss der meisten Programme der Donauwalzer von Johann Strauß Sohn. Unter anderem komponierten auch Walter Heidrich („Faun und Nymphe“ für Eva Pawlik und Rudi Seeliger), Nico Dostal und Hanns Elin (Filmmusik für „Frühling auf dem Eis“) für die Wiener Eisrevue.

### Erfolgszug durch ganz Europa

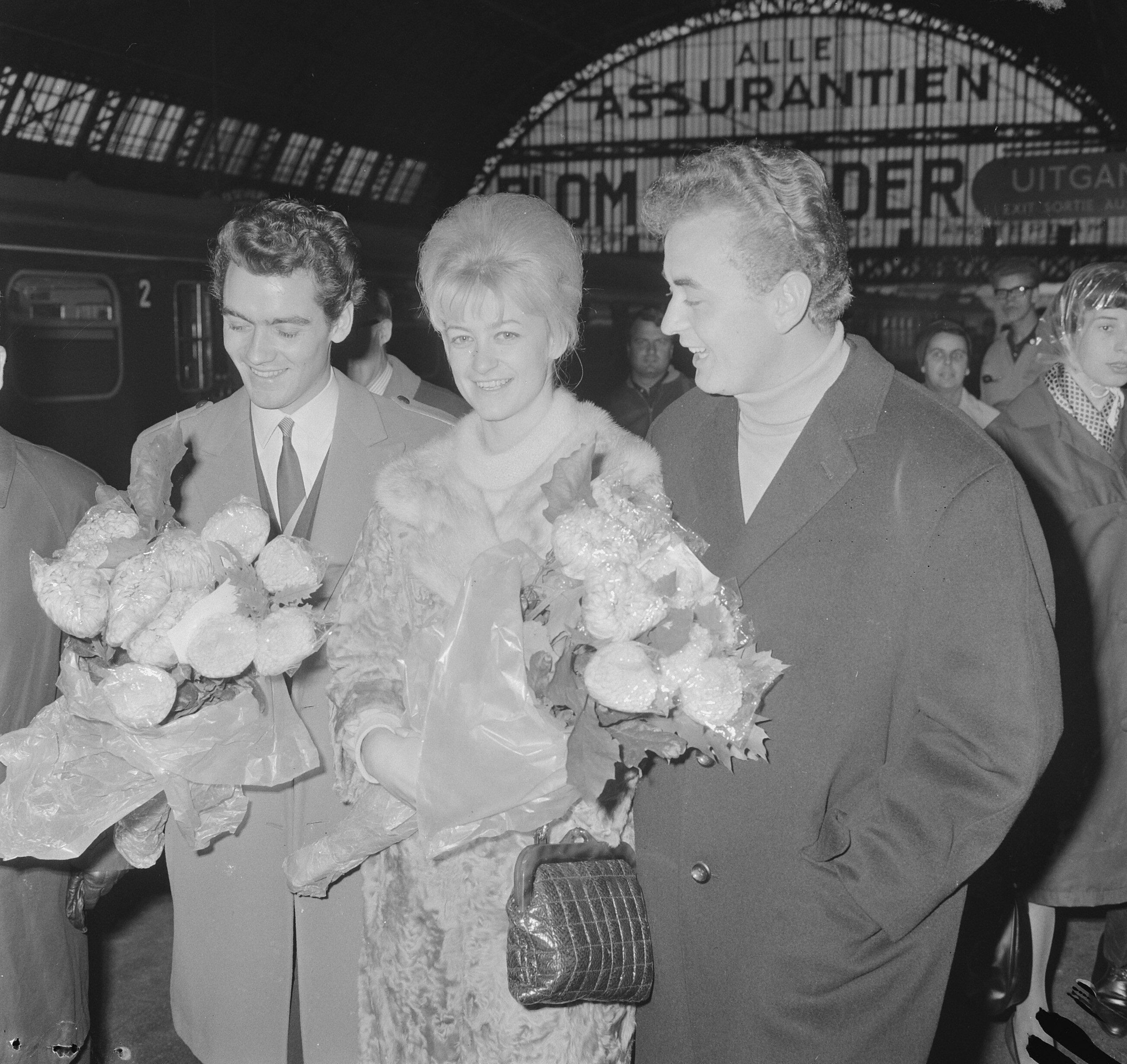
Marika Kilius und Hans-Jürgen Bäumler (1962)

Das Wiener Gastspiel der Eisrevue übersiedelte im Laufe der 1950er Jahre vom Platz des Wiener Eislaufvereins (vom „Heumarkt“), wo – wie in vielen anderen Städten – bei Minusgraden im Freien gespielt wurde, in den Messepalast und 1958 schließlich in die Wiener Stadthalle. Mit der Werbung, die die Wiener Eisrevue ohne jegliche Subvention auf ihren Europa-Tourneen (unter anderem Österreich, Deutschland, Schweiz, Italien, Belgien, Niederlande, Luxemburg, Frankreich, Spanien, Ungarn, Tschechoslowakei), später auch in Nordafrika, Israel und den Vereinigten Staaten für Österreich machte, verstärkte sie das positive Image Wiens als Stadt des Tanzes und der Musik. Bei einem der ersten Neujahrskonzerte, das der ORF übertrug, war es die Wiener Eisrevue, die einige Walzer tanzte.

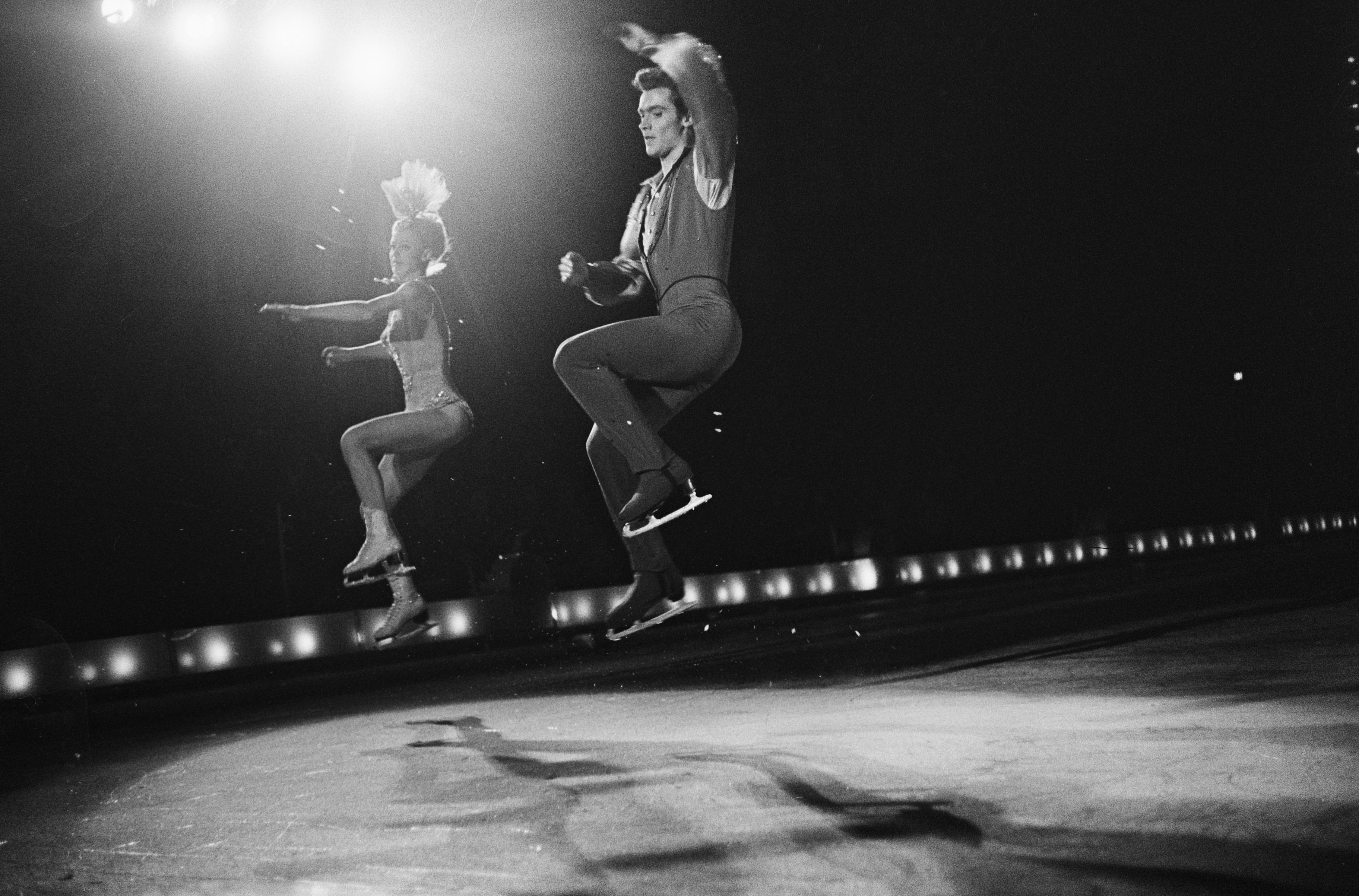
Marika Kilius und Hans-Jürgen Bäumler (1962)

Besondere Erfolge feierte die als österreichischer „Exportartikel“ gepriesene Wiener Eisrevue in Berlin und Antwerpen, wo sie jeweils sechs Wochen lang vor täglich 10.000 Besuchern spielte. Bereits in der Mitte der 1950er Jahre setzte sich die Wiener Eisrevue über den Kalten Krieg hinweg und gastierte in Moskau und Leningrad, wo die „Sendboten des Wiener Charmes“ geradezu kultische Verehrung genossen. Die Show durfte sich dort allerdings nicht „Revue“ nennen, da dieser Begriff mit westlicher Dekadenz assoziiert wurde. Das Ensemble trat daher als „Wiener Eisballett“ auf.
Der Reingewinn der Wiener Eisrevue wurde seit dem Beginn der 1950er Jahre dazu verwendet, den österreichischen Nachwuchs im Eissport zu fördern.

### Olympiasieger im Paarlauf
Sissy Schwarz und Kurt Oppelt, seit dem Zweiten Weltkrieg die einzigen österreichischen Europameister, Weltmeister und Olympiasieger im Paarlauf, waren in der Saison 1956/57 die Stars der Wiener Eisrevue.

### Drei Wiener Europameisterinnen gleichzeitig im Ensemble: Wendl, Eigel, Pawlik

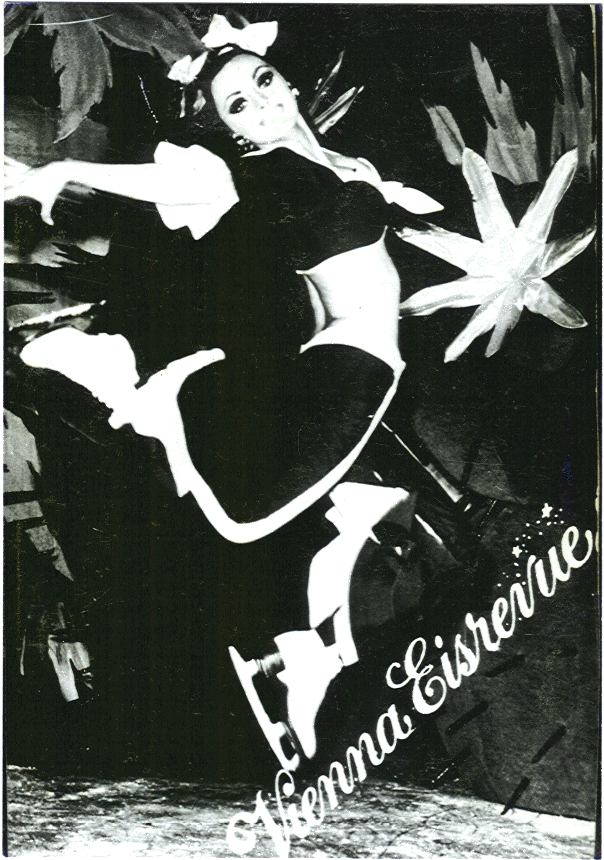
Inge Paul

Einen besonderen Höhepunkt erreichte die Wiener Eisrevue in den Jahren 1958 und 1959, als sie gleichzeitig drei Wiener Europameisterinnen unter Vertrag hatte: Ingrid Wendl, Hanna Eigel und Eva Pawlik. Ein solches Staraufgebot konnte das Konkurrenzunternehmen „Holiday on Ice“ nicht „nachengagieren“. Im Film Traumrevue (Wien, 1959) ist diese renommierte Besetzung des Ensembles dokumentiert.
Die Glanzzeit der Wiener Eisrevue waren die 1950er Jahre. Die erhaltenen Wiener Eisrevue-Berichte der Austria Wochenschau stammen jedoch hauptsächlich aus den 1960er Jahren. Das liegt daran, dass der Großteil der Filmdokumente aus den 1950er Jahren bei einem Brand vernichtet wurde.

### Kilius/Bäumler, Schnelldorfer, Heitzer, Danzer
Solistische Höhepunkte der 1960er Jahre boten die Weltmeister im Paarlauf Marika Kilius und Hans-Jürgen Bäumler sowie Olympiasieger Manfred Schnelldorfer aus Deutschland sowie die EM-Dritte Karin Frohner und Europameisterin Regine Heitzer aus Österreich. 1968 kam der dreifache und bisher letzte österreichische Weltmeister, Emmerich Danzer, zur Wiener Eisrevue.

### Verkauf an Holiday on Ice
Im Laufe der 1960er Jahre schlitterte die Wiener Eisrevue in eine finanzielle Krise. Zu Beginn der 1970er Jahre wurde sie schließlich an das Konkurrenzunternehmen „Holiday on Ice“ verkauft und schließlich auf Eis gelegt. Wären damals österreichische Investoren gefunden worden, hätte diese Institution längst ihre Berechtigung verloren, als Symbol für die große österreichische Eiskunstlauf-Tradition zu gelten, weil es heute an österreichischen Spitzenläuferinnen und -läufern fehlt.
Die Investoren von Holiday on Ice waren mit dem Kauf der Wiener Eisrevue auch nicht glücklich. Der letzte Produktionsdirektor, Helmuth Eckart bezeichnete den Kauf dieser Eisrevue als ein großes finanzielles Fiasko, das man natürlich viele Jahre unter dem Deckel hielt. Die Verbindungen und den Nutzen, den man sich mit diesem Kauf erhoffte, gingen mit den Hoffnungen unter. Holiday on Ice, damals auf dem aufsteigenden Ast, schmerzte der Kauf nicht sonderlich. Die Revue arbeitete mit 5 Shows weltweit und hatte großen finanziellen Erfolg.

## Populäre Irrtümer
„Wolfgang Schwarz und Trixi Schuba gingen zur Wiener Eisrevue.“
Falsch. Weder der Olympiasieger von 1968, Wolfgang Schwarz, noch die Olympiasiegerin von 1972, Trixi Schuba, waren Mitglieder des Wiener Eisrevue-Ensembles. Beide gingen zu Holiday On Ice. Wolfgang Schwarz hatte jedoch ein paar Gastauftritte in der Wiener Eisrevue.
„Die Wiener Eisrevue ist die Vorläuferin von Holiday on Ice.“
Falsch. Die Wiener Eisrevue und Holiday on Ice, die ungefähr zur gleichen Zeit entstanden, waren Konkurrentinnen. Auch bei Holiday On Ice, die ungefähr zur gleichen Zeit entstand wie die Wiener Eisrevue, traten damals Eiskunstläufer der Weltklasse auf: etwa die erfolgreichste Einzelläuferin aller Zeiten, Sonja Henie, die 1952 im Berlin-Gastspiel von Holiday On Ice triumphale Erfolge feierte, Dick Button, Barbara Ann Scott, Ria und Paul Falk sowie oder Ilse und Erik Pausin. Manche Läufer traten in beiden Shows auf, beispielsweise Marika Kilius und Hans Jürgen Bäumler sowie Hanna Eigel. Finanzielle Schwierigkeiten führten zu Beginn der 1970er Jahre zum Verkauf der Wiener Eisrevue an Morris Chalfen, den Gründer von Holiday on Ice. Von 1971 bis 1973 wurde die Wiener Eisrevue unter amerikanischer Führung weitergeführt und 1973 schließlich endgültig auf Eis gelegt.
„Die Wiener Eisrevue wurde von der Stadt Wien subventioniert.“
Falsch. Die Wiener Eisrevue erhielt keinerlei Subventionen von der öffentlichen Hand. Umgekehrt unterstützte sie ab den 1950er Jahren den Nachwuchs, indem sie ihren Reingewinn der österreichischen Eissportförderung zur Verfügung stellte.

## Produktionen der Wiener Eisrevue
- 1945: noch kein eigener Produktionstitel (nach manchen Quellen: Wintermärchen)
- 1946: Der Winter im Wandel der Zeiten
- 1947: Kontraste – Die Wiener Eisrevue auf Reisen
- 1948: Casanova - Marietta
- 1949: Varieté, Olympia, Donauwalzer
- 1950: Das ist die Liebe – So ist die Frau
- 1951: Man vergnügt sich
- 1952: Die ewige Eva (erste von 19 Produktionen mit Musik von Robert Stolz)
- 1953: Wünsch dir, was dein Herz begehrt
- 1954: Glück muss man haben
- 1955: Alles nach Wunsch
- 1956: Melodien der Liebe
- 1957: Sylvia, die Tänzerin
- 1958: Zauber der Liebe
- 1959: Im Land der Träume
- 1960: Illusionen
- 1961: Kapriolen
- 1962: Festival der Liebe
- 1963: Glücksträume
- 1964: Tanzende Welt
- 1965: Regenbogen
- 1966: Maskeraden
- 1967: Episoden
- 1968: Confetti
- 1969: Cocktail
- 1970: Eisparade

## Spielfilme mit der Wiener Eisrevue
- 1950: Frühling auf dem Eis – Regie: Georg Jacoby
- 1956: Symphonie in Gold – Regie: Franz Antel
- 1959: Traumrevue – Regie: Eduard von Borsody
- 1960: Kauf Dir einen bunten Luftballon – Regie: Géza von Cziffra
- 1961: Ein Stern fällt vom Himmel – Regie: Géza von Cziffra
- 1962: Drei Liebesbriefe aus Tirol – Regie: Werner Jacobs (Kunstlaufeinlage mit Eva Pawlik und der Wiener Eisrevue)
- 1964: Die große Kür – Regie: Franz Antel
- 1967: Das große Glück – Regie: Franz Antel

## Sonstige Filmquellen
Die Beiträge der Austria Wochenschau sind hauptsächlich aus den 1960er Jahren erhalten, weil der Großteil von deren Filmaufnahmen aus den 1950er Jahren (also aus der Pionier- und Blütezeit der Wiener Eisrevue) einem Brand zum Opfer gefallen sind. Aus dieser Zeit gibt es jedoch umfangreiche private Filmaufnahmen von Darbietungen Eva Pawliks und Rudi Seeligers.
Außerdem gibt es sowohl aus den 1950er als auch aus den 1960er Jahren Beiträge der Deutschen Wochenschau.

## Ausstellung in Wien
Im Wiener Bezirksmuseum Meidling wurde vom 10. Jänner 2008 bis zum 16. März 2008 eine Ausstellung mit dem Titel „Die Wiener Eisrevue. Einst Botschafterin Österreichs - heute Legende“ gezeigt.